# Liegi-Bastogne-Liegi femminile 2023
La Liegi-Bastogne-Liegi femminile 2023, settima edizione della corsa e valevole come quattordicesima prova dell'UCI Women's World Tour 2023 categoria 1.WWT, si svolse il 23 aprile 2023 su un percorso di 142,8 km, con partenza da Bastogne e arrivo a Liegi, in Belgio. La vittoria andò all'olandese Demi Vollering, la quale completò il percorso in 3h50'47", alla media di 37,126 km/h, precedendo l'italiana Elisa Longo Borghini e la svizzera Marlen Reusser.
Sul traguardo di Liegi 95 cicliste, delle 135 partite da Bastogne, portarono a termine la competizione.

## Squadre e corridori partecipanti
| N.      | Cod. | Squadra                        |
| ------- | ---- | ------------------------------ |
| 1-6     | MOV  | Movistar Team Women            |
| 11-16   | FDJ  | FDJ-Suez                       |
| 21-26   | SDW  | Team SD Worx                   |
| 31-36   | AGS  | AG Insurance-Soudal Quick-Step |
| 41-46   | LDL  | Lotto Dstny Ladies             |
| 51-56   | TFS  | Trek-Segafredo                 |
| 61-66   | CSR  | Canyon-SRAM Racing             |
| 71-76   | DSM  | Team DSM                       |
| 81-86   | LIV  | Liv Racing TeqFind             |
| 91-96   | UAD  | UAE Team ADQ                   |
| 101-106 | UXT  | Uno-X Pro Cycling Team         |
| 111-116 | JAY  | Team Jayco AlUla               |

| N.      | Cod. | Squadra                         |
| ------- | ---- | ------------------------------- |
| 121-126 | FED  | Fenix-Deceuninck                |
| 131-136 | JVW  | Team Jumbo-Visma                |
| 141-146 | TIB  | EF Education-Tibco-SVB          |
| 151-156 | COF  | Cofidis Women Team              |
| 161-166 | HPW  | Human Powered Health            |
| 171-175 | CGS  | Israel Premier Tech Roland      |
| 181-185 | PHV  | Parkhotel Valkenburg            |
| 191-196 | DRP  | Lifeplus Wahoo                  |
| 201-205 | HPU  | Team Coop-Hitec Products        |
| 211-215 | DCH  | Duolar-Chevalmeire Cycling Team |
| 221-226 | WNT  | Ceratizit-WNT Pro Cycling       |
| 231-236 | ARK  | Arkéa Pro Cycling Team          |

## Ordine d'arrivo (Top 10)
| Pos. | Corridore            | Squadra  | Tempo    |
| ---- | -------------------- | -------- | -------- |
| 1    | Demi Vollering       | SD Worx  | 3h50'47" |
| 2    | Elisa Longo Borghini | Trek     | s.t.     |
| 3    | Marlen Reusser       | SD Worx  | a 22"    |
| 4    | Riejanne Markus      | Jumbo    | s.t.     |
| 5    | Elise Chabbey        | Canyon   | s.t.     |
| 6    | Annemiek van Vleuten | Movistar | s.t.     |
| 7    | Gaia Realini         | Trek     | a 25"    |
| 8    | Liane Lippert        | Movistar | a 1'24"  |
| 9    | Soraya Paladin       | Canyon   | s.t.     |
| 10   | Niamh Fisher-Black   | SD Worx  | s.t.     |